# Michel de Certeau
Michel de Certeau (n. 17 mai 1925, Chambéry, Savoie, Franța – d. 9 ianuarie 1986, Paris, Franța) a fost un istoric, antropolog și filozof francez, preot iezuit, cunoscut pentru studiile sale de istorie religioasă, cu precădere despre misticii din secolul al XVI-lea și al XVII-lea.

## Scrieri (selecție)
- L'Écriture de l'histoire, Gallimard, Paris, 1975;
- La Fable mystique, Gallimard, Paris, 1982.

## Traduceri în limba română
- Fabula mistică, traducere și prefață de Magda Jeanrenaud, Polirom, Iași, 1996.